# Francio de Cantabria
Francio de Cantabria es un dux del Ducado de Cantabria citado en la Crónica de Fredegario, en la que se señala, alrededor del año 631:

Provinciam Cantabriam Gothorum regno subaegit, quam aliquando Franci possederant; dux Francio nomen qui Cantabriam in tempore Francorum egerat, tributa Francorum regibus multo tempore impleverat.
(Sisebuto) sometió la provincia de Cantabria, que en otro tiempo habían poseído los francos, al reino de los Godos; un dux, de nombre Francio, que dirigía la Cantabria en época de los francos, había pagado tributos a los francos durante mucho tiempo.
Fredegario. Chron., IV.33

Se indica explícitamente que este duque pagaba tributos desde hacía tiempo a los reyes francos merovingios a comienzos del siglo VII, antes de que el rey Sisebuto reconquistase Cantabria para los visigodos, en torno al año 612.